# Rhagonycha takizawai
Rhagonycha takizawai es una especie de coleóptero de la familia Cantharidae.

## Distribución geográfica
Habita en Japón.